# Oxypilus flavicoxa
Oxypilus flavicoxa es una especie de mantis de la familia Hymenopodidae.

## Distribución geográfica
Se encuentra en Costa de Marfil y Liberia.